# 普天堡の戦い
普天堡の戦い（ふてんほのたたかい、ポチョンボのたたかい、朝:보천보전투、普天堡戰鬪）は、1937年6月4日、満洲に展開していた東北抗日聯軍として活動し日満国境を越えてきた一隊（のちの満洲派）、及び同じく東北抗日聯軍に籍を置き朝鮮甲山郡を本拠地に朝鮮内で活動していた朴金喆の率いる祖国光復会の一隊（のちの甲山派）の2隊が約300戸ある普天堡村という朝鮮人が大多数を占める村の警察署の襲撃・放火後に無差別に金品を強奪し、役場や消防会館、郵便局、小学校などに略奪・放火を行った赤色テロ事件である。警察官だけでなく、幼児、料理店経営者を含む一般人が死傷したが、北朝鮮では朝鮮人共産主義者らが日本に勝利したとして神話化、美化されている。

## 事件の経過
1937年6月4日午後10時頃、満洲国境沿いに有る朝鮮の咸鏡南道（現在は両江道）甲山郡普天面保田里（旧名、普天堡）を、東北抗日聯軍第1路軍第2軍第6師（金日成が率いたとされる部隊）を名乗る共産主義者武装集団が襲撃した。
第6師90名の兵匪は6隊に分かれ普天堡近くまで侵入した後、朝鮮領甲山郡内で朴達らによって組織されていた「祖国光復会」所属の甲山工作委員会の呼応工作員80名と合流。16隊に分かれて午後10時に面（村）保田駐在所の襲撃を開始した。別働隊は面事務所、試験場、営林署、森林保護区事務所、消防署を襲撃した。
駐在所には7名の警察官が配置されていたが、在勤者は5名（うち2名が朝鮮人）で、さらに襲撃当夜の当直勤務は見張りと所内勤務の2名であった。午後10時、警備電話線を切断、のち数十名が軽機関銃2挺で銃撃を加え事務室宿舎に殺到。警察官は応戦の暇もなく全員が退避し死亡者は出なかった。しかし、柳井巡査の幼子1名が母親と共に避難中、銃弾に当たり死亡したほか、朝鮮人警官1名が負傷。第6師は駐在所から銃器と弾薬を奪った。1名の警官が佳林駐在所に逃げ込み、恵山警察署に電話をかけた。
次に、第6師は面事務所、郵便局の建物、書類等に放火。普通学校にも延焼した。続けて商店及び住宅も襲撃し、地元民から現金4000円(現在の物価に換算すると約6000万円前後)及び木綿などの衣料品物資を奪った。被害に遭った地元民の殆どが朝鮮人であったが、料理店経営者であった日本人1名が居室で殺害された。
この後、襲撃隊は4種類のビラを撒き撤退した。襲撃による被害総額は当初3万～5万円と報じられたが、警察庁警務局の資料によると1万5692円（現在の物価に換算すると約2億4000万円前後）と結論付けられている。

### 警察の追撃
午後11時25分、佳林駐在所からの電話を受けた恵山警察署署長・塩谷武夫警視は非常呼集を行い、翌6月5日0時5分、大川修一警部率いる署員27名が自動車で出発。軽機関銃2挺、実包1000発、各員実包80発を装備していた。続いて25分、署長と署員11名、道立医院医官2名、電信工夫3名が自動車で出発した。道中、大川部隊は駐在員6名を加えたのち、午前1時、佳林にて降車し徒歩で上流に向かったところ、対岸高地より銃撃を受ける。その5分後、佳林駐在所に到着した塩谷署長も銃声を聞き、今林幹警部補ら10名を増援に向かわせ、自身は普天堡に向かうも、略奪の後であった。大川部隊は30分交戦を続けていたが、対岸高地は沈黙。午前3時、散発的に銃撃を受けていた山衛駐在所所員と合流。夜明け後に二十三道溝部落にて1時間ほど休息を取ったのち、さらに1時間ほど行軍した午前8時ごろ、口隅水江の坂道にて足跡を発見した。さらに坂道を登ると、口隅水山頂より待ち伏せしていた第6師より軽機関銃による銃撃と投石を受け、大きな損害を受ける。警察隊が次第に戦力を消耗したところで午前11時、第6師は突撃を開始し、白兵戦となったが、山上からの喇叭の合図により突然撤退した。戦闘時間超過により増援に後方を遮断されるのを恐れたとみられる。
警官隊は死者7名・負傷者14名を出した。また、軽機関銃1挺、小銃6挺、拳銃1挺、制服2着が奪われた。その後、今林部隊、栗田大尉率いる恵山守備隊（毎日新報は今村部隊と満州国軍と報道）と合流し負傷者を収容、午後7時に引き上げた。第6師の損害は警官隊と住民双方の目撃情報と現場に残された血痕から、死者20名、負傷者30名程度と推測された。
これらの事件により金日成の名が朝鮮領内で報道され、日本側官憲もこの事件を重要視したことから、当初は2000円、のちに2万円の賞金が賭けられ(現在の物価に換算すると約3億円前後)、金日成の名は知られるようになった。
当時、朝鮮の東岸に繋がる鉄道、恵山線(けいざんせん)が開通間近で、恵山鎮(けいざんちん)はその終点となる都市であった。普天堡は面事務所（村役場）を中心に日本人26戸50名、中国人2戸10名、朝鮮人280戸1323名、合計1383名が居住している小さな面（村）であったが、近くにこの重要都市・恵山鎮があることから、襲撃は日本側官憲に重要視された。襲撃の後、恐怖のため住民達は次々とこの地を離れ普天堡周辺は過疎化した。
現在、一帯は北朝鮮政府によって「普天堡革命戦跡地」として整備され、普天堡革命博物館のほか、普天村役場、郵便局、消防会館、弾痕の残る警察官駐在所などが復元されており、朝鮮人民軍や学生により革命戦跡地踏査行軍が毎年実施されるなど、白頭山地区の革命聖地のひとつとなっている。

## 「金日成偽者説」の起源

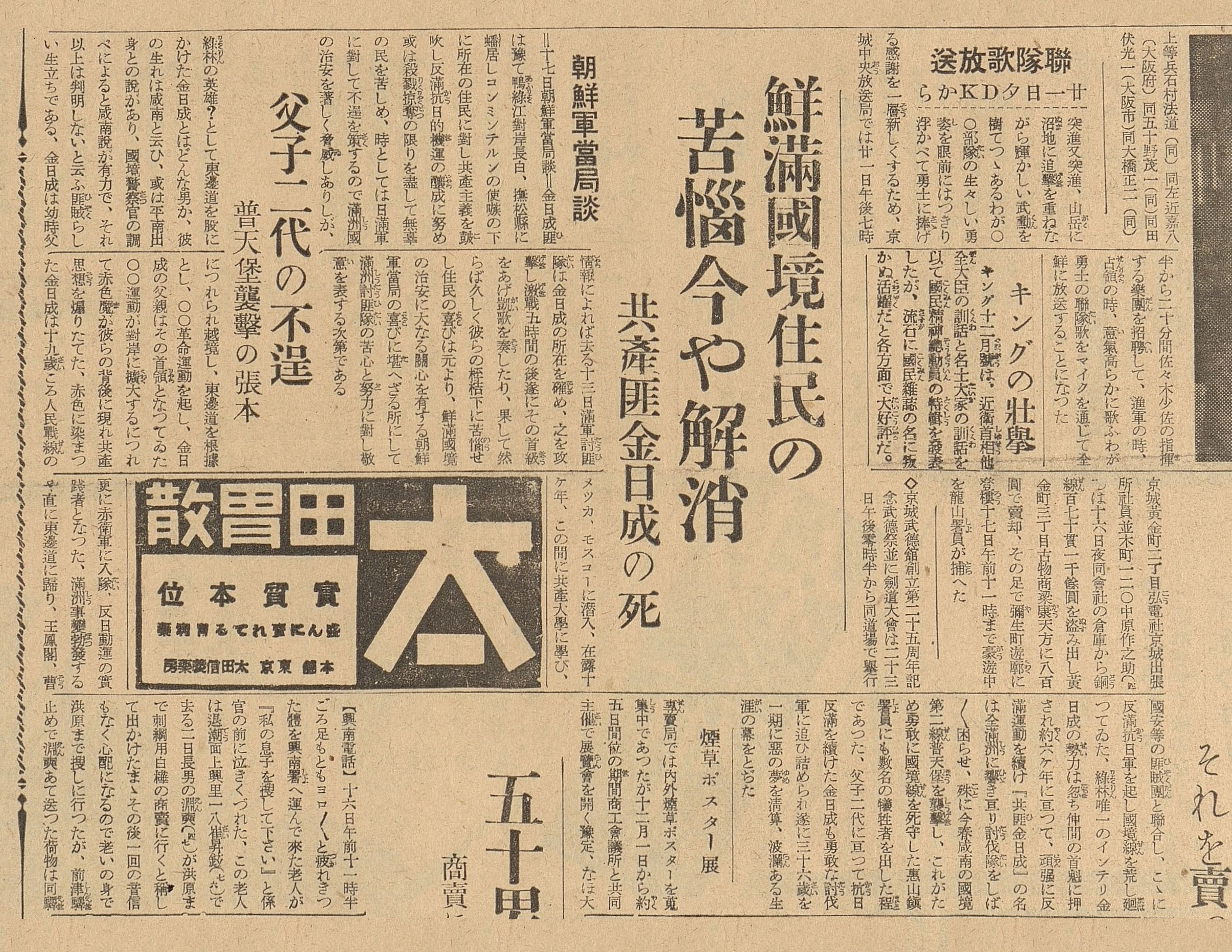
第6師長 金日成 被殺 記事 : 京城日報 1937年 11月 18日字

1937年11月18日の京城日報の記事には普天堡を襲撃した金日成（金成柱36歳）が満洲国軍討伐隊に射殺されたとの記事がある。また満洲国軍の機関誌である月刊『鉄心』にも「金日成匪賊討伐詳報」としてこの時の詳細な記録がある。普天堡事件で面の住民らによって目撃された金日成は40歳前後と報告されている。
また、普天堡襲撃の共犯者とされる朴金喆･朴達（のちの朝鮮労働党甲山派領袖と重鎮）らは後に逮捕された際、金日成は普天堡襲撃当時36歳だ、と供述した。これらの矛盾や聴き取り調査から、普天堡を襲撃した金日成は、後に朝鮮民主主義人民共和国主席となる金日成（当時25歳）と同一人物ではないと疑う説が唱えられた（李命英、朴甲東など）。
その後、東北抗日聯軍を指導する中国共産党側の人物による証言・その他の中国語史料が公開され、普天堡を襲撃した金日成とソ連領内に退避（一時帰国）した金日成（金成柱）は同一ではないとされている。しかし、抗日運動家に関する記述に齟齬があるのは珍しいことではないこと、情報撹乱目的またはゲリラ相互で情報が遮断されている為に逮捕されたゲリラが誤った供述をすることも珍しくないこと、最終的に取調べと裁判が事件の全容を明らかにする過程で朝鮮総督府が他の情報・供述を退けて「本名金成柱当二十九年」と確定していることなどから、少なくとも普天堡襲撃時点での金日成と後の金日成は同一人物で間違いないと和田春樹（徐大粛、金日成#抗日パルチザン活動および金日成#注釈参照）などは主張している。

## 普天堡の戦いの評価
重村智計は、普天堡の戦いは北朝鮮が喧伝しているよりもっと小規模であり、東北抗日聯軍も中国抗日軍との連合軍であったことを指摘している。
普天堡の戦いは、金日成の偶像化に利用する代表的な事件であり、韓国の左派系歴史教科書は、当時の報道を引用して「金日成が導いた部隊が日本の植民地時代に普天堡を襲撃・勝利した」と大きく記述しているが、李基東は、「普天堡の戦いが私たちの独立運動史に占める客観的な位置を認識しなければならない。普天堡の戦いは事件そのものがみすぼらしい。当時の金日成の組織は、中国共産党満洲省委員会の下部組織だった。中国が自分たちの共産主義革命のために朝鮮人の金日成に仕事を請け負わせ、分け与えたものである」「この事件を大きく記述する必要があるのか。大韓民国臨時政府のような純粋な韓民族の独立運動組織の指令に基づいて動いた独立運動とは差別化しなければならない。韓国を赤化統一しようとする金日成による事件を巨大な写真まで付けて紹介する意図は何なのか。韓国に恥を与えようという虚偽意識から出たものである。それ執筆した大学教授は韓国で上位5%に入る特権層である」と批判している。